# Peykan-Shahr
 Peykan-Shahr  est un quartier de l’ouest de Téhéran, la capitale de l’Iran.